# Hostiaz
Hostiaz is een plaats en voormalige gemeente in het Franse departement Ain in de regio Auvergne-Rhône-Alpes en telt 81 inwoners (2009). De oppervlakte bedraagt 11,2 km², de bevolkingsdichtheid is dus 7,2 inwoners per km².

## Geschiedenis
De gemeente maakte deel uit van het kanton Saint-Rambert-en-Bugey tot dit op 22 maart 2015 werd opgeheven. Hostiaz werd hierop opgenomen in het kanton Hauteville-Lompnes. De gemeente fuseerde op 1 januari 2019 met Cormaranche-en-Bugey, Hauteville-Lompnes en Thézillieu tot de commune nouvelle Plateau d'Hauteville.

## Geografie
De onderstaande kaart toont de ligging van Hostiaz met de belangrijkste infrastructuur en aangrenzende gemeenten.

## Demografie
Onderstaande figuur toont het verloop van het inwoneraantal van Hostiaz vanaf 1962. (bron: INSEE-tellingen).
Vanwege een beveiligingsprobleem met de MediaWiki Graph-software is het momenteel niet mogelijk deze grafiek weer te geven. Zodra de software is bijgewerkt zal de grafiek vanzelf weer zichtbaar worden.
Cormaranche-en-Bugey · Hauteville · Hostiaz · Lacoux · Longecombe · Lompnes · Thézillieu